# 異世界悠閒紀行～邊養娃邊當冒險者～
《異世界悠閒紀行～邊養娃邊當冒險者～》是水無月靜琉創作的日本輕小說。在小說投稿網站「AlphaPolis -電網浮遊都市-」於2016年6月2日起連載。本作獲得AlphaPolis「第九屆奇幻小說獎」特別獎，2017年4月起，由該出版社發行實體書。插圖由擔任。截至2023年12月該系列，包括電子書累計發行量已超過110萬冊。
改編漫畫入圍2020年電子漫畫大賞（電子漫畫大獎）（みんなが選ぶ!!電子コミック大賞）輕小說部門提名名單。
2018年1月17日起，改編漫畫由みずなともみ作畫，在連載。由EMT Squared担任動畫製作的改編電視動畫，於2024年7月播出。

## 劇情簡介
巧因希爾菲利爾的失誤而不幸喪命，因此轉生。另外得到外掛能力，並在加亞森林遇到一對無家可歸的龍鳳胎小孩，雖然看起來柔弱，但他們可以使用格鬥術擊敗巨型野豬！巧給孩子取名為“亞倫”和“艾蓮娜”，用魔法幫他們清潔身體、穿衣服、生火烤食物給他們吃，雙胞胎兄妹清澈的眼神不禁打動了巧，在抵達城鎮後仍為了生活，去冒險者公會登記成為了冒險者。守護著兩人的成長，轉生者的異世界育兒之旅就此開始。

## 登场角色

### 主要角色
巧·茅野（茅野巧）（Takumi Kayano（Kayano Takumi），配音：白井悠介）
由于被希爾菲利爾误杀，而转生到异世界中的日本人，作为风神的眷属，带着亞倫和艾蓮娜与契约兽，一起悠闲地旅行。擁有很高的身體能力和魔力，擅長風魔法，但在外人看來並不強大，因為他的能力是後知後覺的。不僅受到风神希爾的神聖加護，也受到火神薩拉曼提爾、土神和創造神瑪莉亞諾拉的加護。此外艾提爾蒂亞的食材豐富（包括在地下城中發現的食材），但這世界的烹饪技術並不發達。因此他利用前世的記憶和知識，來傳播新的美食，發布以前不為人知的新菜色，有些廚師還想要拜他為師（料理方面）。
双胞胎（Twins）
是水神溫蒂爾的孩子，極度聰明，擅長武術和水系魔法。兄妹兩人基本上是一起行動的，但在受到巧的監護後，他們開始表達自己的個人喜好。母親是生活在艾提爾蒂亞的人類女性，生下雙胞胎後就過世了。
亞倫／艾倫（Alan，配音：铃木爱奈）
双胞胎之一，水神溫蒂爾之子，艾蓮娜的哥哥。和他的妹妹一樣，他也擁有水系能力。和妹妹兩人身處危險的加亞森林時，受巧的保護、監護和養育。擅長格鬥術且好奇心非常旺盛。有一頭藍色短髮。他對打扮沒有興趣，比較強調實用性。
艾蓮娜／艾琳娜（Elena，配音：花井美春）
双胞胎之一，水神溫蒂爾之女，亞倫的妹妹。就像她哥哥一樣，她也擁有他所擁有的水系能力。和哥哥兩人身處危險的加亞森林時，受巧的保護、監護和養育。擅長格鬥術且好奇心非常旺盛。她長得和亞倫很像，但頭髮比較長一點。自從和巧一起行動，她就開始穿著絲帶，並且對少女時尚非常感興趣。
契約獸（Contracted beast）
跟隨著巧的魔物。牠們自己可以在體型大小之間自由切換，讓巧用來作為代步的交通工具，雙胞胎也可以抱住牠們。只要學會「心靈感應」的技能，牠們就能夠和人進行對話。由於把魔物帶進城鎮裡會引起人們騷動，所以牠們會使用魔法躲在巧的影子裡。
焦爾／喬爾（Joule，配音：河瀨茉希）
S級魔物，最先成為巧的契約獸，坦率且開朗的雄性芬里爾。外觀就像一隻長著白色皮毛的狼，擅長水和冰屬性魔法，可以變小。水神族為了感謝保護雙胞胎而贈送的契約獸。亞倫的最愛。
菲特（Feet／Feat，配音：河野日和）
S級魔物，雌性飛天白虎，成為巧的契約獸。擅長風屬性魔法，大家可靠的大姐姐。可以變小。希爾菲利爾給巧的第二隻契約獸。艾蓮娜的最愛。
伯特／波爾特（Volt／Bolt，配音：大野智敬）
A級魔物，一身黃色羽毛的雄性雷鹰，成為巧的契約獸。擅長雷屬性魔法，雖然很聰明，但也會露出孩子氣的一面。希爾菲利爾給巧的第一隻契約獸。
凱薩／凱撒（Kaiser，配音：稻田徹）
巨大的水龍利维坦，是水神的眷屬。與巧簽訂因緣的契約（臨時），如果被召喚，可以立即傳送到巧和他的朋友們身邊。
維克特／維克托爾（Vector／Vektor，配音：大泊貴揮）
S級魔物，成為了巧的契約獸，元氣活潑的雄性猩紅獅王。火神薩拉曼提爾賜予的契約獸，擅長火屬性魔法，隨著巧傳播烹飪，其使用火的烹飪領域變得更加活躍。即使長到普通大小，仍然和地球上的獅子一樣大。但也可以變成像大型犬的大小。
小白、皮皮、恰恰、雷姆、咪咪（Shiro、Pipi、ChaCha、Ream、Mimi）
粉彩兔子。分別為白色、粉紅色、棕色、奶油色、淺藍色。但卻極其安靜和膽怯。皮毛色彩鮮豔，使牠們成為受歡迎的寵物。
英里（Mile）
森林鼠。以土神諾姆·迪爾的替身的身份，接近巧等人，但在與他打招呼後，卻被當作契約獸交給了他。
希爾菲利爾（Sylphyryll，配音：戶松遙）
在試圖修復時空裂縫時，一不留神就奪走了巧的性命，並讓他轉生到了異世界（自己管理的世界，艾提爾蒂亞）的風神。給了他一個新的身體，送到了加亞森林，在那裡他與怪物戰鬥，並找到了雙胞胎水神兄妹。五神之一（其餘四神為火神薩拉曼提爾、水神溫蒂爾、土神和創造神瑪莉亞諾拉）。

### 艾提爾蒂亞
露娜（Luna，配音：天野聰美）
錫林當地冒險者公會的接待員小姐。當巧、亞倫和艾蓮娜第一次到達冒險者公會時，她給了他們公會卡，並向他們解釋了整個冒險者公會的系統，以及冒險者等級和任務的概述。她還將他們註冊為一個隊伍，巧將其命名為“白翼”，露娜沉迷於稀有素材，例如被擊敗的強大怪物的屍體。
古蘭瓦爾特·路文／格蘭維爾特·路文（Granvault Lowain，配音：浦和希）
被部下及冒險者所敬慕的，加蒂亞國騎士團錫林分部的第二隊長。王都的侯爵次子。巧稱他為“瓦爾特大人”，擅長火魔法，用火焰包裹劍進行戰鬥。而且他擅長的魔法屬性似乎也和他的性格有關，與家境的貴族氣質相反，後被調往王都，擔任禁衛騎士。個性慷慨，但有些粗暴，經常被下屬艾薩克嘮叨。性格方面也是個問題，亞倫和艾蓮娜不太喜歡他。
艾薩克·利斯納（Isaac Risner，配音：土岐隼一）
加蒂亞國騎士團錫林分部的副隊長。博學冷靜的頭腦派，海濱小鎮貝利領主伯爵的次子（現任領主是他的哥哥塞德里克）。兩兄弟都傾向於邏輯性強，當他們品嚐巧的廚藝時，他們會提出具體的評價（美食報道）。講道很長，如果講得不好，可能會持續很長的時間。
多明尼克（Dominic，配音：相馬康一）
錫林當地冒險者公會的冒險者，以愛打架而聞名，並威脅要與那些試圖與他講道理的人打架。儘管露娜警告不要打架（因為在公會），他仍然要求巧與他戰鬥。但是亞倫和艾蓮娜很快就用武術阻止了他，巧大喊讓他們停下來。露娜判斷這起事件是出於正當防衛，因此雙胞胎沒有受到任何處罰。
約翰／公會會長（Johan（John）／Guild Master，配音：中村和正）
錫林當地冒險者公會的會長，有著榛子色的頭髮和小鬍子，眼睛的顏色偏向深灰色調。他穿著綠色軍裝，肩上有黑色橢圓形嵌片，每個嵌片上掛著兩顆金色紐帶，上面掛著橘金色的繩子。
米雪兒（Michelle，配音：奧井優子）
是麵包師羅德的女兒，在錫林當地的金色烘焙坊工作。
羅德（Rhode，配音：龜山雄慈）
麵包師，他和他的女兒米雪兒一起經營金色烘焙坊。
魯道夫（Rudolf，配音：手塚弘道）
小隊“龍息”的隊長，手持戰斧。
愛麗絲（Alice，配音：待確認）
小隊“龍息”的女性成員，手持魔杖。
基姆（Kim，配音：石井孝英）
小隊“龍息”的成員。
札克（Zack，配音：大桃陽介）
小隊“龍息”的成員。
米蕾娜（Millena，配音：高柳知葉）
最初接待巧和雙子的人魚。
巫女公主（Miko Hime，配音：德井青空）
擔任人魚族聖職的少女。
蓋爾特（配音：飛田展男）
人魚族聚落村的村長。
薇薇安（Vivienne，配音：小澤亞李）
吸血鬼女性。有著白色的皮膚、紅色的眼睛和長髮，儘管她擔任情報人員或偵探，進行各種調查活動，但她仍然穿著潛入該地區時所穿的女僕裝。因為飢餓而倒在路上的她，受到巧的幫助，作為回報，她給了他吸血鬼製造的藥物。
約書亞（配音：三瓶雄樹）
貝利當地扇貝店店長，在巧的指引下做出了醬油扇貝並由醬油生意開始盈利。
卡蓮（Karen，配音：明坂聰美）
貝利當地冒險者公會的接待員小姐。對初次看到巧的A級冒險者身份，和發現到漣漪的迷宮一事而非常吃驚。
貝利公會會長（配音：田島章寬）
貝利當地冒險者公會的會長。
賽德利克·利斯納（Cedric Risner，配音：田丸篤志）
海濱小鎮貝利的現任領主，艾薩克的哥哥。有妻子奧莉薇·利斯納（Olivie Risner，配音：M・A・O）、兩個兒子提歐托爾·利斯納（Theodore Risner，配音：稻瀨葵）、拉提斯·利斯納（Latis Risner，配音：宮島惠美）和一個女兒。

### 神界
薩拉曼提爾（Salamantyll，配音：松岡洋平）
火神。
邁雅（配音：指出毬亞）
水神溫蒂爾的眷屬長。
溫蒂爾（配音：天崎滉平）
水神，雙胞胎的親生父親，但本人卻不知道此事。個性極度好色，終日尋花問柳。因此受到其他神明的厭惡。

## 出版書籍

### 小説
| 卷数 | AlphaPolis     | AlphaPolis             |
| 卷数 | 发售日期       | ISBN                   |
| ---- | -------------- | ---------------------- |
| 1    | 2017年4月21日  | ISBN 978-4-434-23243-5 |
| 2    | 2017年8月24日  | ISBN 978-4-434-23689-1 |
| 3    | 2017年12月19日 | ISBN 978-4-434-24126-0 |
| 4    | 2018年5月22日  | ISBN 978-4-434-24687-6 |
| 5    | 2018年10月23日 | ISBN 978-4-434-25279-2 |
| 6    | 2019年3月19日  | ISBN 978-4-434-25804-6 |
| 7    | 2019年9月20日  | ISBN 978-4-434-26513-6 |
| 8    | 2020年3月19日  | ISBN 978-4-434-27241-7 |
| 9    | 2020年9月23日  | ISBN 978-4-434-27887-7 |
| 10   | 2021年3月23日  | ISBN 978-4-434-28663-6 |
| 11   | 2021年9月21日  | ISBN 978-4-434-29399-3 |
| 12   | 2022年3月22日  | ISBN 978-4-434-30087-5 |
| 13   | 2022年9月20日  | ISBN 978-4-434-30878-9 |
| 14   | 2023年3月20日  | ISBN 978-4-434-31752-1 |
| 15   | 2023年9月19日  | ISBN 978-4-434-32655-4 |
| 16   | 2024年6月19日  | ISBN 978-4-434-34066-6 |
| 17   | 2025年2月28日  | ISBN 978-4-434-35352-9 |

### 漫畫
| 卷数 | AlphaPolis     | AlphaPolis             |
| 卷数 | 发售日期       | ISBN                   |
| ---- | -------------- | ---------------------- |
| 1    | 2018年11月26日 | ISBN 978-4-434-25228-0 |
| 2    | 2019年8月28日  | ISBN 978-4-434-26236-4 |
| 3    | 2020年6月8日   | ISBN 978-4-434-27344-5 |
| 4    | 2021年2月22日  | ISBN 978-4-434-28562-2 |
| 5    | 2021年10月25日 | ISBN 978-4-434-29511-9 |
| 6    | 2022年8月25日  | ISBN 978-4-434-30759-1 |
| 7    | 2023年3月24日  | ISBN 978-4-434-31764-4 |
| 8    | 2023年12月18日 | ISBN 978-4-434-33119-0 |
| 9    | 2024年6月19日  | ISBN 978-4-434-34055-0 |

## 電視動畫
於2024年7月在東京電視台播出。

### 主題曲
| 片頭曲日语： 主唱：日语：，作詞、作曲、編曲：Funta7 | 片尾曲MAKUAKE 主唱：ゴホウビ，作詞：日语：，作曲：日语：、日语： |

### 各話列表
| 話數 | 日文標題 | 中文標題           | 劇本     | 分鏡     | 演出         | 作畫監督 | 總作畫監督          | 首播日期      |
| ---- | -------- | ------------------ | -------- | -------- | ------------ | --- | ------------------- | ------------- |
| 1    |          | 異世界和雙胞胎     | 前川淳   | 濁川敦   | 濁川敦       | 中野裕紀、大原大、上野惠理 LO Studio、Yoon Seo-hee、山內遼（料理）                                                         | 中野裕紀            | 2024年 7月8日 |
| 2    |          | 請多指教喔，焦爾   | 前川淳   | 濁川敦   | 日下部優樹   | 鈴木伸一、野上慎也、山本徑子 桝井一平、齋藤真珠、榎本彩芽 清田華穗、西中琢朗、山內遼（料理）                               | 德川惠理            | 7月15日       |
| 3    |          | 討伐魔物！         | 富田賴子 | 濁川敦   | 高山秀樹     | Ahn Yeongyu、Cho Sohyeon、Kim Hyeju Kim Seongil、Son Seonah、山內遼（料理）                                                | Kim Junoh Lee Jaeho | 7月22日       |
| 4    |          | 大哥哥，生氣了     | 藤本冴香 | 增田敏彥 | 村川直哉     | 山村俊了、上田惠理、大原大 降籏秀吉、Yoon Seo-hee                                                                          | 山內遼              | 7月29日       |
| 5    |          | 打倒哥布林！       | 前川淳   | 加藤洋人 | 佐土原武之   | 鈴木伸一、山本徑子 Han Seunghui、山內遼（料理）                                                                            | 德川惠理            | 8月5日        |
| 6    |          | 大海好鹹！         | 前川淳   | 小坂春女 | 小坂春女     | 山村俊了、上田惠理、大原大 岡田由起子、中野裕紀、山內遼（料理）                                                            | 中野裕紀            | 8月12日       |
| 7    |          | 人魚！龍！         | 藤本冴香 | 大畑晃一 | Han Yeonghun | Cho Sohyeon、Ahn Youngyu、Son Seonah                                                                                       | Jung Wooyoung       | 8月19日       |
| 8    |          | 螃蟹！螃蟹！       | 富田賴子 | 葉摘田緒 | 小坂春女     | 杉村苑實、山村俊了 谷津美彌子、上田惠理 大原大、岡田由起子、山內遼（料理）                                                 | 杉村苑美            | 8月26日       |
| 9    |          | 爸爸是什麼？       | 前川淳   | 中村憲由 | 日下部優樹   | 鈴木伸一、山本徑子、山內遼（料理）                                                                                         | 德川惠理            | 9月2日        |
| 10   |          | 有辦法…交到朋友嗎… | 藤本冴香 | 濁川敦   | 腰繁男       | 北島勇樹、長濵睦輝 江原小百合、山內遼（料理）                                                                              | 中野裕紀 杉村苑美   | 9月9日        |
| 11   |          | 維克特大活躍！     | 富田賴子 | 濁川敦   | Kim Seongil  | Ahn Yeongyu、Cho Sohyeon Lee Jaeho、Son Seonah Park Joohun、NHU MAI GIA HUY、XUAN TAI THANH DIEN、VIET DUY、山內遼（料理） | Jeong Wooyoung      | 9月16日       |
| 12   |          | 拜拜！下次見！     | 前川淳   | 濁川敦   | 濁川敦       | 杉村苑美、山村俊了、上田惠理 谷津美彌子、大原大、長谷田晴香 LO Studio、Namu Animation                                      | 杉村苑美 山村俊了   | 9月23日       |

### BD
| 卷數 | 發行日期      | 收錄話數       | 規格編號 |
| ---- | ------------- | -------------- | -------- |
| BOX  | 2024年10月2日 | 第1話 - 第12話 | HPXN-561 |

## 脚注
1. ↑  巴哈姆特動畫瘋首週連續更新2集，第二週起每週一01:20更新，9月16日結束。
2. ↑  生前姓名为汉字表记，转生后则为同音片假名表记
3. 1 2 3 4 5 6 7 8  木棉花國際代理譯名。

## 外部連結
- 異世界悠閒紀行～邊養娃邊當冒險者～官方網站（日語）
- 電視動畫 異世界悠閒紀行～邊養娃邊當冒險者～官方網站 （页面存档备份，存于）（日語）